# تمبرشناسی

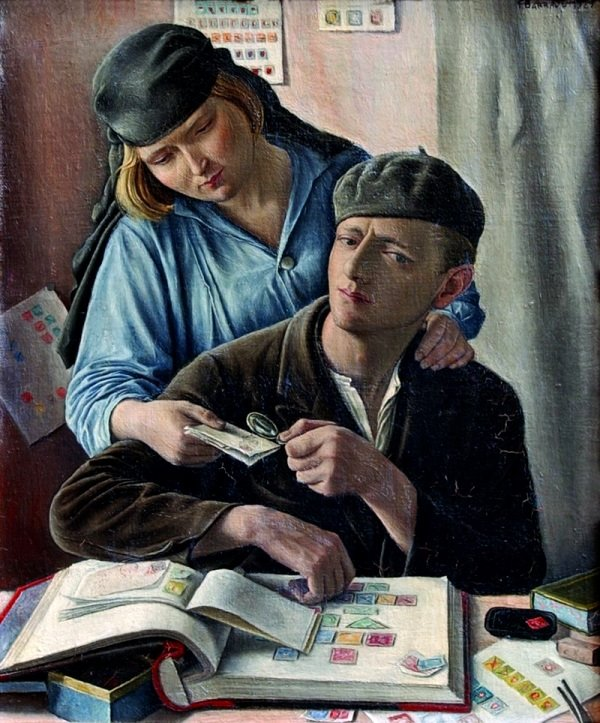
تمبرشناس، اثر فرانسوا بارود، ۱۹۲۹

تمبرشناسی (به انگلیسی: Philately) به مطالعهٔ و ارزش‌گذاری بر روی اسناد پستی ارزشمند به خصوص تمبرهای پستی می‌پردازد. از تمبرشناسی می‌توان به دانش شناخت تمبرهای پستی، هنر جمع‌آوری تمبرهای پستی یا مطالعه و تحقیق در خصوص آن‌ها یاد کرد.

## مفهوم
این مفهوم (Philatelie) برای اولین بار توسط ژرژ هرپین، در پنجمین نسخه از مجلهٔ پاریسی کلکسیونرهای تمبر به نام له کلکسیونر (به فرانسوی: Le Collectioneur) در ۱۵ نوامبر ۱۸۶۴ از تلفیق دو کلمهٔ یونانی φιλος و ατελης بکار رفت.

## آداب گردآوری کلکسیون تمبر
تمبرها را برخی افراد معمولاً به صورت کلکسیون جمع کرده و در آلبوم‌های مخصوصی نگهداری می‌کنند. در جمع کردن تمبر، از بین نرفتن حتی یک عاج یا دندانه از تمبرها مهم است و بر ارزش آن تأثیر زیادی دارد. تمبری که تاخوردگی و پارگی داشته باشد کم‌ارزش قلمداد می‌شود. همچنین اگر چسب اصلی خودش را دیگر نداشته باشد ارزش ندارد و در دسته تمبرهای باطله قرار می‌گیرد. تمبرهایی که مُهر دارند نیز کم‌ارزش هستند، مگر نمونه‌های قدیمی و خارجی که بدون مهر پیدا نمی‌شود.
هم‌چنین رسم است که در ابتدای راه، سال آلبوم‌های تمبر از سال تولد صاحب آلبوم شروع می‌شود و برای نمونه کسی که متولد سال ۷۰ است، همه تمبرهای سال ۷۰، بعد ۷۱ و همین‌طور تا زمان حال را جمع می‌کند و بعد سراغ تمبر سال‌های دیگر می‌رود.